# Liste des matchs de l'équipe des îles Vierges britanniques de football par adversaire
Cette liste présente les matchs de l'équipe des îles Vierges britanniques de football par adversaire rencontré.
- Haut – A
- B
- C
- D
- E
- F
- G
- H
- I
- J
- K
- L
- M
- N
- O
- P
- Q
- R
- S
- T
- U
- V
- W
- X
- Y
- Z

## A

### Anguilla

#### Confrontations
Confrontations entre les Îles Vierges britanniques et Anguilla en matchs officiels, :
|   | Date              | Lieu               | Match                                | Score | Compétition                                        |
| - | ----------------- | ------------------ | ------------------------------------ | ----- | -------------------------------------------------- |
| 1 | 4 avril 1997      | Roseau             | Îles Vierges britanniques - Anguilla | 4-1   | Coupe caribéenne des nations 1997 (qualifications) |
| 2 | 25 février 2000   | Road Town          | Îles Vierges britanniques - Anguilla | 3-4   | Match amical                                       |
| 3 | 27 février 2000   | Road Town          | Îles Vierges britanniques - Anguilla | 5-0   | Match amical                                       |
| 4 | 6 juillet 2002    | Road Town          | Îles Vierges britanniques - Anguilla | 2-1   | Match amical                                       |
| 5 | 18 septembre 2010 | Quartier-d'Orléans | Îles Vierges britanniques - Anguilla | 2-1   | Match amical                                       |
| 6 | 7 juillet 2012    | Road Town          | Îles Vierges britanniques - Anguilla | 1-0   | Match amical                                       |
| 7 | 28 février 2015   | The Valley         | Anguilla - Îles Vierges britanniques | 1-0   | Match amical                                       |
| 8 | 1er mars 2015     | The Valley         | Anguilla - Îles Vierges britanniques | 3-1   | Match amical                                       |

#### Bilan
Au 6 septembre 2018 :
- Total de matchs disputés : 8
- Victoires des îles Vierges britanniques : 5
- Matchs nuls : 0
- Victoires d'Anguilla : 3
- Total de buts marqués par les îles Vierges britanniques : 18
- Total de buts marqués par Anguilla : 11

### Antigua-et-Barbuda

#### Confrontations
Confrontations entre les Îles Vierges britanniques et Antigua-et-Barbuda en matchs officiels, :
|   | Date             | Lieu         | Match                                          | Score           | Compétition                                           |
| - | ---------------- | ------------ | ---------------------------------------------- | --------------- | ----------------------------------------------------- |
| 1 | 17 avril 1992    | Basseterre   | Antigua-et-Barbuda - Îles Vierges britanniques | 2-0             | Coupe caribéenne des nations 1992 (tour préliminaire) |
| 2 | 28 février 1999  | Road Town    | Îles Vierges britanniques - Antigua-et-Barbuda | 0-2             | Match amical                                          |
| 3 | 13 novembre 1999 | Saint John's | Antigua-et-Barbuda - Îles Vierges britanniques | 5-1             | Match amical                                          |
| 4 | 30 avril 2000    | Road Town    | Îles Vierges britanniques - Antigua-et-Barbuda | 1-1 (tab : 3-4) | Tournoi amical                                        |
| 5 | 28 janvier 2001  | Saint John's | Antigua-et-Barbuda - Îles Vierges britanniques | 1-1             | Match amical                                          |
| 6 | 22 mars 2015     | Saint John's | Antigua-et-Barbuda - Îles Vierges britanniques | 1-0             | Match amical                                          |

#### Bilan
Au 6 septembre 2018 :
- Total de matchs disputés : 6
- Victoires des îles Vierges britanniques : 0
- Matchs nuls : 2
- Victoires d'Antigua-et-Barbuda : 4
- Total de buts marqués par les îles Vierges britanniques : 3
- Total de buts marqués par Antigua-et-Barbuda : 12

### Aruba

#### Confrontations
Confrontations entre Aruba et les îles Vierges britanniques :
|   | Date          | Lieu       | Match                             | Score | Compétition                                                               |
| - | ------------- | ---------- | --------------------------------- | ----- | ------------------------------------------------------------------------- |
| 1 | 1er juin 2014 | Oranjestad | Aruba - Îles Vierges britanniques | 7-0   | Éliminatoires de la Coupe caribéenne des nations 2014 (tour préliminaire) |

#### Bilan
Au 6 septembre 2018 :
- Total de matchs disputés : 1
- Victoires d'Aruba : 1
- Victoires des îles Vierges britanniques : 0
- Matchs nuls : 0
- Total de buts marqués par Aruba : 7
- Total de buts marqués par les îles Vierges britanniques : 0

## B

### Bahamas

#### Confrontations
Confrontations entre les îles Vierges britanniques et les Bahamas en matchs officiels :
|   | Date             | Lieu       | Match                               | Score | Compétition                                                        |
| - | ---------------- | ---------- | ----------------------------------- | ----- | ------------------------------------------------------------------ |
| 1 | 26 mars 2008     | Nassau     | Bahamas - Îles Vierges britanniques | 1-1   | Éliminatoires de la Coupe du monde 2010 : zone CONCACAF (1er tour) |
| 2 | 30 mars 2008     | Nassau     | Îles Vierges britanniques - Bahamas | 2-2   | Éliminatoires de la Coupe du monde 2010 : zone CONCACAF (1er tour) |
| 3 | 10 octobre 2019  | Basseterre | Îles Vierges britanniques - Bahamas | 0-4   | Ligue des nations de la CONCACAF 2019-2020 (Ligue C - gr. B)       |
| 4 | 14 novembre 2019 | Nassau     | Bahamas - Îles Vierges britanniques | 3-0   | Ligue des nations de la CONCACAF 2019-2020 (Ligue C - gr. B)       |

#### Bilan
Au 20 novembre 2019 :
- Total de matchs disputés : 4
- Victoires des Bahamas : 2
- Match nul : 2
- Victoires des îles Vierges britanniques : 0
- Total de buts marqués par les Bahamas : 10
- Total de buts marqués par les îles Vierges britanniques : 3

### Barbade

#### Confrontations
Confrontations entre la Barbade et les îles Vierges britanniques en matchs officiels :
|   | Date              | Lieu       | Match                               | Score | Compétition                                        |
| - | ----------------- | ---------- | ----------------------------------- | ----- | -------------------------------------------------- |
| 1 | 26 septembre 2008 | Basseterre | Îles Vierges britanniques - Barbade | 1-2   | Coupe caribéenne des nations 2008 (qualifications) |

#### Bilan
Au 28 juillet 2018 :
- Total de matchs disputés : 1
- Victoires de la Barbade : 1
- Matchs nuls : 0
- Victoires des îles Vierges britanniques : 0
- Total de buts marqués par la Barbade : 2
- Total de buts marqués par les îles Vierges britanniques : 1

### Bermudes

#### Confrontations
Confrontations entre les îles Vierges britanniques et les Bermudes en matchs officiels :
|   | Date             | Lieu      | Match                                | Score | Compétition                                                        |
| - | ---------------- | --------- | ------------------------------------ | ----- | ------------------------------------------------------------------ |
| 1 | 5 mars 2000      | Road Town | Îles Vierges britanniques - Bermudes | 1-5   | Éliminatoires de la Coupe du monde 2002 (zone CONCACAF - 1er tour) |
| 2 | 19 mars 2000     | Hamilton  | Bermudes - Îles Vierges britanniques | 9-0   | Éliminatoires de la Coupe du monde 2002 (zone CONCACAF - 1er tour) |
| 3 | 28 novembre 2004 | Kingston  | Îles Vierges britanniques - Bermudes | 2-0   | Coupe caribéenne des nations 2005 (tour préliminaire)              |

#### Bilan
Au 6 septembre 2018 :
- Total de matchs disputés : 3
- Victoires des Bermudes : 2
- Matchs nuls : 0
- Victoires des îles Vierges britanniques : 1
- Total de buts marqués par les Bermudes : 14
- Total de buts marqués par les îles Vierges britanniques : 3

### Bonaire

#### Confrontations
Confrontations entre les îles Vierges britanniques et Bonaire en matchs officiels :
|   | Date             | Lieu       | Match                               | Score | Compétition                                                        |
| - | ---------------- | ---------- | ----------------------------------- | ----- | ------------------------------------------------------------------ |
| 1 | 24 mars 2019     | The Valley | Îles Vierges britanniques - Bonaire | 1-2   | Ligue des nations de la CONCACAF 2019-2020 (tournoi de classement) |
| 2 | 6 septembre 2019 | Willemstad | Bonaire - Îles Vierges britanniques | 4-2   | Ligue des nations de la CONCACAF 2019-2020 (Ligue C - gr. B)       |
| 3 | 13 octobre 2019  | Basseterre | Îles Vierges britanniques - Bonaire | 3-4   | Ligue des nations de la CONCACAF 2019-2020 (Ligue C - gr. B)       |

#### Bilan
Au 3 novembre 2019 :
- Total de matchs disputés : 3
- Victoires des îles Vierges britanniques : 0
- Matchs nuls : 0
- Victoires de Bonaire : 3
- Total de buts marqués par les îles Vierges britanniques : 6
- Total de buts marqués par Bonaire : 10

## C

### Curaçao et Antilles néerlandaises

#### Confrontations
Confrontations entre les îles Vierges britanniques et les Antilles néerlandaises puis Curaçao en matchs officiels :
|   | Date        | Lieu       | Match                                              | Score | Compétition                                        |
| - | ----------- | ---------- | -------------------------------------------------- | ----- | -------------------------------------------------- |
| 1 | 3 juin 1989 | Willemstad | Antilles néerlandaises - Îles Vierges britanniques | 5-0   | Coupe caribéenne des nations 1989 (qualifications) |

#### Bilan
Au 6 septembre 2018 :
- Total de matchs disputés : 1
- Victoires des Antilles néerlandaises : 1
- Victoires des îles Vierges britanniques : 0
- Match nul : 0
- Total de buts marqués par les Antilles néerlandaises : 5
- Total de buts marqués par les îles Vierges britanniques : 0

## D

### Dominique

#### Confrontations
Confrontations entre les îles Vierges britanniques et la Dominique en matchs officiels :
|   | Date             | Lieu          | Match                                 | Score | Compétition                                                       |
| - | ---------------- | ------------- | ------------------------------------- | ----- | ----------------------------------------------------------------- |
| 1 | 2 avril 1997     | Roseau        | Dominique - Îles Vierges britanniques | 6-1   | Coupe caribéenne des nations 1997 (qualifications)                |
| 2 | 5 avril 1998     | Basseterre    | Dominique - Îles Vierges britanniques | 4-1   | Coupe caribéenne des nations 1998 (qualifications)                |
| 3 | 28 janvier 2004  | Road Town     | Îles Vierges britanniques - Dominique | 0-1   | Match amical                                                      |
| 4 | 1er février 2004 | Road Town     | Îles Vierges britanniques - Dominique | 1-2   | Match amical                                                      |
| 5 | 5 décembre 2009  | Roseau        | Dominique - Îles Vierges britanniques | 4-0   | Match amical                                                      |
| 6 | 5 octobre 2010   | San Cristóbal | Îles Vierges britanniques - Dominique | 0-10  | Coupe caribéenne des nations 2010 (qualifications)                |
| 7 | 26 mars 2015     | Roseau        | Îles Vierges britanniques - Dominique | 2-3   | Éliminatoires de la Coupe du monde 2018 (zone CONCACAF, 1er tour) |
| 8 | 29 mars 2015     | Roseau        | Dominique - Îles Vierges britanniques | 0-0   | Éliminatoires de la Coupe du monde 2018 (zone CONCACAF, 1er tour) |
| 9 | 26 mars 2016     | Road Town     | Îles Vierges britanniques - Dominique | 0-7   | Éliminatoires de la Coupe caribéenne des nations 2017 (1er tour)  |

#### Bilan
Au 6 septembre 2018 :
- Total de matchs disputés : 9
- Victoires des îles Vierges britanniques : 0
- Matchs nuls : 1
- Victoires de la Dominique : 8
- Total de buts marqués par les îles Vierges britanniques : 5
- Total de buts marqués par la Dominique : 37

## G

### Grenade

#### Confrontations
Confrontations entre la Grenade et les îles Vierges britanniques en matchs officiels :
|   | Date         | Lieu          | Match                               | Score | Compétition  |
| - | ------------ | ------------- | ----------------------------------- | ----- | ------------ |
| 1 | 22 juin 2002 | Saint-Georges | Grenade - Îles Vierges britanniques | 5-0   | Match amical |

#### Bilan
Au 6 septembre 2018 :
- Total de matchs disputés : 1
- Victoires de la Grenade : 1
- Victoires des îles Vierges britanniques : 0
- Matchs nuls : 0
- Total de buts marqués par la Grenade : 5
- Total de buts marqués par les îles Vierges britanniques : 0

### Guadeloupe

#### Confrontations
Confrontations entre la Guadeloupe et les îles Vierges britanniques en matchs officiels :
|   | Date         | Lieu       | Match                                  | Score | Compétition                                        |
| - | ------------ | ---------- | -------------------------------------- | ----- | -------------------------------------------------- |
| 1 | 3 avril 1998 | Basseterre | Guadeloupe - Îles Vierges britanniques | 3-0   | Coupe caribéenne des nations 1998 (qualifications) |

#### Bilan
Au 6 septembre 2018 :
- Total de matchs disputés : 1
- Victoires de la Guadeloupe : 1
- Victoires des îles Vierges britanniques : 0
- Matchs nuls : 0
- Total de buts marqués par la Guadeloupe : 3
- Total de buts marqués par les îles Vierges britanniques : 0

### Guyane française

#### Confrontations
Confrontations entre la Guyane et les îles Vierges britanniques en matchs officiels :
|   | Date        | Lieu       | Match                                        | Score | Compétition                                                               |
| - | ----------- | ---------- | -------------------------------------------- | ----- | ------------------------------------------------------------------------- |
| 1 | 30 mai 2014 | Oranjestad | Guyane française - Îles Vierges britanniques | 6-0   | Éliminatoires de la Coupe caribéenne des nations 2014 (tour préliminaire) |

#### Bilan
Au 6 septembre 2018 :
- Total de matchs disputés : 1
- Victoires de la Guyane : 1
- Victoires des îles Vierges britanniques : 0
- Matchs nuls : 0
- Total de buts marqués par la Guyane : 6
- Total de buts marqués par les îles Vierges britanniques : 0

## H

### Haïti

#### Confrontations
Confrontations entre Haïti et les îles Vierges britanniques en matchs officiels :
|   | Date         | Lieu           | Match                             | Score | Compétition                                           |
| - | ------------ | -------------- | --------------------------------- | ----- | ----------------------------------------------------- |
| 1 | 21 mars 1999 | Port-au-Prince | Haïti - Îles Vierges britanniques | 6-0   | Coupe caribéenne des nations 1999 (tour préliminaire) |

#### Bilan
Au 6 septembre 2018 :
- Total de matchs disputés : 1
- Victoires d'Haïti : 1
- Matchs nuls : 0
- Victoires des îles Vierges britanniques : 0
- Total de buts marqués par Haïti : 6
- Total de buts marqués par les îles Vierges britanniques : 0

## I

### Îles Caïmans

#### Confrontations
Confrontations entre les îles Caïmans et les îles Vierges britanniques en matchs officiels :
|   | Date             | Lieu           | Match                                    | Score | Compétition                                           |
| - | ---------------- | -------------- | ---------------------------------------- | ----- | ----------------------------------------------------- |
| 1 | 10 mai 1991      | Basseterre     | Îles Caïmans - Îles Vierges britanniques | 2-1   | Coupe caribéenne des nations 1991 (tour préliminaire) |
| 2 | 2 mars 1994      | George Town    | Îles Caïmans - Îles Vierges britanniques | 5-0   | Coupe caribéenne des nations 1994 (tour préliminaire) |
| 3 | 4 avril 2001     | Fort-de-France | Îles Caïmans - Îles Vierges britanniques | 2-2   | Coupe caribéenne des nations 2001 (qualifications)    |
| 4 | 26 novembre 2004 | Kingstown      | Îles Caïmans - Îles Vierges britanniques | 1-0   | Coupe caribéenne des nations 2005 (tour préliminaire) |

#### Bilan
Au 6 septembre 2018 :
- Total de matchs disputés : 4
- Victoires des îles Vierges britanniques : 0
- Matchs nuls : 1
- Victoires des îles Caïmans : 3
- Total de buts marqués par les îles Vierges britanniques : 3
- Total de buts marqués par les îles Caïmans : 10

### Îles Turques-et-Caïques

#### Confrontations
Confrontations entre les îles Vierges britanniques et les îles Turques-et-Caïques :
|   | Date         | Lieu       | Match                                               | Score | Compétition                                                               |
| - | ------------ | ---------- | --------------------------------------------------- | ----- | ------------------------------------------------------------------------- |
| 1 | 3 juin 2014  | Oranjestad | Îles Vierges britanniques - Îles Turques-et-Caïques | 0-2   | Éliminatoires de la Coupe caribéenne des nations 2014 (tour préliminaire) |
| 2 | 21 mars 2019 | Bayamón    | Îles Vierges britanniques - Îles Turques-et-Caïques | 2-2   | Ligue des nations de la CONCACAF 2019-2020 (tournoi de classement)        |

#### Bilan
Au 29 mars 2019 :
- Total de matchs disputés : 2
- Victoires des îles Vierges britanniques : 0
- Match nul : 1
- Victoires des îles Turques-et-Caïques : 1
- Total de buts marqués par les îles Vierges britanniques : 2
- Total de buts marqués par les îles Turques-et-Caïques : 4

### Îles Vierges des États-Unis

#### Confrontations
Confrontations entre les îles Vierges britanniques et les îles Vierges des États-Unis :
|   | Date              | Lieu             | Match                                                   | Score | Compétition                                                        |
| - | ----------------- | ---------------- | ------------------------------------------------------- | ----- | ------------------------------------------------------------------ |
| 1 | 22 mars 1998      |                  | Îles Vierges des États-Unis - Îles Vierges britanniques | 1-0   | Match amical                                                       |
| 2 | 24 mars 2001      | Road Town        | Îles Vierges britanniques - Îles Vierges des États-Unis | 2-0   | Match amical                                                       |
| 3 | 30 janvier 2004   | Road Town        | Îles Vierges britanniques - Îles Vierges des États-Unis | 5-0   | Match amical                                                       |
| 4 | 25 septembre 2004 | Road Town        | Îles Vierges britanniques - Îles Vierges des États-Unis | 2-1   | Match amical                                                       |
| 5 | 14 mars 2008      | Road Town        | Îles Vierges britanniques - Îles Vierges des États-Unis | 0-0   | Match amical                                                       |
| 6 | 15 mars 2008      | Road Town        | Îles Vierges britanniques - Îles Vierges des États-Unis | 1-1   | Match amical                                                       |
| 7 | 3 juillet 2011    | Charlotte-Amélie | Îles Vierges des États-Unis - Îles Vierges britanniques | 2-0   | Éliminatoires de la Coupe du monde 2014 : zone CONCACAF (1er tour) |
| 8 | 10 juillet 2011   | Road Town        | Îles Vierges britanniques - Îles Vierges des États-Unis | 1-2   | Éliminatoires de la Coupe du monde 2014 : zone CONCACAF (1er tour) |

#### Bilan
Au 6 septembre 2018 :
- Total de matchs disputés : 8
- Victoires des îles Vierges britanniques : 3
- Match nul : 2
- Victoires des îles Vierges des États-Unis : 3
- Total de buts marqués par les îles Vierges britanniques : 11
- Total de buts marqués par les îles Vierges des États-Unis : 7

## J

### Jamaïque

#### Confrontations
Confrontations entre les îles Vierges britanniques et la Jamaïque en matchs officiels :
|   | Date        | Lieu        | Match                                | Score | Compétition                                                        |
| - | ----------- | ----------- | ------------------------------------ | ----- | ------------------------------------------------------------------ |
| 1 | 4 mars 1994 | George Town | Jamaïque - Îles Vierges britanniques | 12-0  | Qualification pour la Coupe caribéenne des nations 1994 (groupe 5) |

#### Bilan
Au 6 septembre 2018 :
- Total de matchs disputés : 1
- Victoires des îles Vierges britanniques : 0
- Matchs nuls : 0
- Victoires de la Jamaïque : 1
- Total de buts marqués par les îles Vierges britanniques : 0
- Total de buts marqués par la Jamaïque : 12

## M

### Martinique

#### Confrontations
Confrontations entre les îles Vierges britanniques et la Martinique en matchs officiels :
|   | Date             | Lieu           | Match                                  | Score | Compétition                                                        |
| - | ---------------- | -------------- | -------------------------------------- | ----- | ------------------------------------------------------------------ |
| 1 | 21 mai 1989      | Martinique     | Martinique - Îles Vierges britanniques | 0-0   | Coupe caribéenne des nations 1989 (qualifications)                 |
| 2 | 6 avril 2001     | Fort-de-France | Martinique - Îles Vierges britanniques | 6-0   | Coupe caribéenne des nations 2001 (qualifications)                 |
| 3 | 5 septembre 2012 | Le Lamentin    | Martinique - Îles Vierges britanniques | 16-0  | Coupe caribéenne des nations 2012 (qualifications)                 |
| 4 | 23 mars 2016     | Fort-de-France | Martinique - Îles Vierges britanniques | 3-0   | Éliminatoires de la Coupe caribéenne des nations 2017 (1er tour)   |
| 5 | 16 octobre 2018  | Fort-de-France | Martinique - Îles Vierges britanniques | 4-0   | Ligue des nations de la CONCACAF 2019-2020 (tournoi de classement) |

#### Bilan
Au 30 novembre 2018 :
- Total de matchs disputés : 5
- Victoires des îles Vierges britanniques : 0
- Matchs nuls : 1
- Victoires de la Martinique : 4
- Total de buts marqués par les îles Vierges britanniques : 0
- Total de buts marqués par la Martinique : 29

### Montserrat

#### Confrontations
Confrontations entre les îles Vierges britanniques et Montserrat en matchs officiels :
|   | Date             | Lieu           | Match                                  | Score | Compétition                                           |
| - | ---------------- | -------------- | -------------------------------------- | ----- | ----------------------------------------------------- |
| 1 | 5 février 1999   | Road Town      | Îles Vierges britanniques - Montserrat | 3-1   | Coupe caribéenne des nations 1999 (tour préliminaire) |
| 2 | 7 février 1999   | Road Town      | Îles Vierges britanniques - Montserrat | 3-0   | Coupe caribéenne des nations 1999 (tour préliminaire) |
| 3 | 9 septembre 2012 | Fort-de-France | Îles Vierges britanniques - Montserrat | 0-7   | Coupe caribéenne des nations 2012 (qualifications)    |

#### Bilan
Au 6 septembre 2018 :
- Total de matchs disputés : 3
- Victoires des îles Vierges britanniques : 2
- Matchs nuls : 0
- Victoires de Montserrat : 1
- Total de buts marqués par les îles Vierges britanniques : 6
- Total de buts marqués par Montserrat : 8

## P

### Porto Rico

#### Confrontations
Confrontations entre Porto Rico et les îles Vierges britanniques en matchs officiels :
|   | Date            | Lieu           | Match                                  | Score | Compétition                                           |
| - | --------------- | -------------- | -------------------------------------- | ----- | ----------------------------------------------------- |
| 1 | 19 mars 1999    | Port-au-Prince | Porto Rico - Îles Vierges britanniques | 0-5   | Coupe caribéenne des nations 1999 (tour préliminaire) |
| 2 | 3 février 2001  | San Juan       | Porto Rico - Îles Vierges britanniques | 1-2   | Coupe caribéenne des nations 2001 (tour préliminaire) |
| 3 | 11 février 2001 | Road Town      | Îles Vierges britanniques - Porto Rico | 0-0   | Coupe caribéenne des nations 2001 (tour préliminaire) |

#### Bilan
Au 6 septembre 2018 :
- Total de matchs disputés : 3
- Victoires de Porto Rico : 0
- Matchs nuls : 1
- Victoires des îles Vierges britanniques : 2
- Total de buts marqués par Porto Rico : 1
- Total de buts marqués par les îles Vierges britanniques : 7

## R

### République dominicaine

#### Confrontations
Confrontations entre les îles Vierges britanniques et la République dominicaine en matchs officiels, :
|   | Date            | Lieu           | Match                                              | Score | Compétition                                           |
| - | --------------- | -------------- | -------------------------------------------------- | ----- | ----------------------------------------------------- |
| 1 | 4 avril 1993    | Basseterre     | République dominicaine - Îles Vierges britanniques | 3-1   | Coupe caribéenne des nations 1993 (tour préliminaire) |
| 2 | 17 mars 1999    | Port-au-Prince | Îles Vierges britanniques - République dominicaine | 0-0   | Coupe caribéenne des nations 1999 (tour préliminaire) |
| 3 | 13 février 2000 | Saint-Domingue | République dominicaine - Îles Vierges britanniques | 1-0   | Match amical                                          |
| 4 | 14 octobre 2010 | San Cristóbal  | République dominicaine - Îles Vierges britanniques | 17-0  | Coupe caribéenne des nations 2010 (qualifications)    |

#### Bilan
Au 6 septembre 2018 :
- Total de matchs disputés : 4
- Victoires des îles Vierges britanniques : 0
- Matchs nuls : 1
- Victoires de la République dominicaine : 3
- Total de buts marqués par les îles Vierges britanniques : 1
- Total de buts marqués par la République dominicaine : 21

## S

### Saint-Christophe-et-Niévès

#### Confrontations
Confrontations entre Saint-Christophe-et-Niévès et les îles Vierges britanniques en matchs officiels :
|   | Date              | Lieu       | Match                                                  | Score | Compétition                                           |
| - | ----------------- | ---------- | ------------------------------------------------------ | ----- | ----------------------------------------------------- |
| 1 | 14 mai 1991       | Basseterre | Saint-Christophe-et-Niévès - Îles Vierges britanniques | 0-0   | Coupe caribéenne des nations 1991 (tour préliminaire) |
| 2 | 15 avril 1992     | Basseterre | Saint-Christophe-et-Niévès - Îles Vierges britanniques | 4-0   | Coupe caribéenne des nations 1992 (tour préliminaire) |
| 3 | 2 avril 1993      | Basseterre | Saint-Christophe-et-Niévès - Îles Vierges britanniques | 5-1   | Coupe caribéenne des nations 1993 (tour préliminaire) |
| 4 | 1er avril 1998    | Basseterre | Saint-Christophe-et-Niévès - Îles Vierges britanniques | 4-0   | Coupe caribéenne des nations 1998 (qualifications)    |
| 5 | 20 mars 2004      | Basseterre | Saint-Christophe-et-Niévès - Îles Vierges britanniques | 4-0   | Match amical                                          |
| 6 | 24 septembre 2008 | Basseterre | Saint-Christophe-et-Niévès - Îles Vierges britanniques | 4-0   | Coupe caribéenne des nations 2008 (qualifications)    |

#### Bilan
Au 6 septembre 2018 :
- Total de matchs disputés : 6
- Victoires de Saint-Christophe-et-Niévès : 5
- Matchs nuls : 1
- Victoires des îles Vierges britanniques : 0
- Total de buts marqués par Saint-Christophe-et-Niévès : 21
- Total de buts marqués par les îles Vierges britanniques : 1

### Sainte-Lucie

#### Confrontations
Confrontations entre Sainte-Lucie et les îles Vierges britanniques en matchs officiels :
|   | Date             | Lieu       | Match                                    | Score | Compétition                                                          |
| - | ---------------- | ---------- | ---------------------------------------- | ----- | -------------------------------------------------------------------- |
| 1 | 1er février 2000 | Road Town  | Îles Vierges britanniques - Sainte-Lucie | 2-3   | Match amical                                                         |
| 2 | 14 juillet 2002  | Road Town  | Îles Vierges britanniques - Sainte-Lucie | 1-3   | Gold Cup 2003 (tournoi qualificatif Caraïbes) (1er tour)             |
| 3 | 28 juillet 2002  | Vieux Fort | Sainte-Lucie - Îles Vierges britanniques | 8-1   | Gold Cup 2003 (tournoi qualificatif Caraïbes) (1er tour)             |
| 4 | 22 février 2004  | Road Town  | Îles Vierges britanniques - Sainte-Lucie | 0-1   | Qualification pour la Coupe du monde 2006 (zone CONCACAF - 1er tour) |
| 5 | 28 mars 2004     | Vieux Fort | Sainte-Lucie - Îles Vierges britanniques | 9-0   | Qualification pour la Coupe du monde 2006 (zone CONCACAF - 1er tour) |

#### Bilan
Au 6 septembre 2018 :
- Total de matchs disputés : 5
- Victoires des îles Vierges britanniques : 0
- Matchs nuls : 0
- Victoires de Sainte-Lucie : 5
- Total de buts marqués par les îles Vierges britanniques : 4
- Total de buts marqués par Sainte-Lucie : 24

### Saint-Martin

#### Confrontations
Confrontations entre Saint-Martin et les îles Vierges britanniques en matchs officiels, :
|   | Date              | Lieu               | Match                                    | Score | Compétition                                        |
| - | ----------------- | ------------------ | ---------------------------------------- | ----- | -------------------------------------------------- |
| 1 | 24 mars 1990      | Marigot            | Saint-Martin - Îles Vierges britanniques | 3-0   | Coupe caribéenne des nations 1990 (qualifications) |
| 2 | 11 novembre 2007  | Marigot            | Saint-Martin - Îles Vierges britanniques | 0-1   | Match amical                                       |
| 3 | 19 septembre 2010 | Quartier-d'Orléans | Saint-Martin - Îles Vierges britanniques | 3-1   | Match amical                                       |
| 4 | 16 août 2014      | Road Town          | Îles Vierges britanniques - Saint-Martin | 2-4   | Match amical                                       |

#### Bilan
Au 6 septembre 2018 :
- Total de matchs disputés : 4
- Victoires de Saint-Martin : 3
- Matchs nuls : 0
- Victoires des îles Vierges britanniques : 1
- Total de buts marqués par Saint-Martin : 10
- Total de buts marqués par les îles Vierges britanniques : 4

### Saint-Vincent-et-les-Grenadines

#### Confrontations
Confrontations entre Saint-Vincent-et-les-Grenadines et les îles Vierges britanniques en matchs officiels :
|   | Date              | Lieu           | Match                                                       | Score | Compétition                                           |
| - | ----------------- | -------------- | ----------------------------------------------------------- | ----- | ----------------------------------------------------- |
| 1 | 19 juin 1989      |                | Saint-Vincent-et-les-Grenadines - Îles Vierges britanniques | 2-0   | Coupe caribéenne des nations 1989 (qualifications)    |
| 2 | 6 décembre 1998   | Road Town      | Îles Vierges britanniques - Saint-Vincent-et-les-Grenadines | 0-5   | Match amical                                          |
| 3 | 8 avril 2001      | Fort-de-France | Saint-Vincent-et-les-Grenadines - Îles Vierges britanniques | 6-0   | Coupe caribéenne des nations 2001 (tour préliminaire) |
| 4 | 24 novembre 2004  | Kingstown      | Saint-Vincent-et-les-Grenadines - Îles Vierges britanniques | 1-1   | Coupe caribéenne des nations 2005 (tour préliminaire) |
| 5 | 21 septembre 2014 | Road Town      | Îles Vierges britanniques - Saint-Vincent-et-les-Grenadines | 0-6   | Match amical                                          |

#### Bilan
Au 6 septembre 2018 :
- Total de matchs disputés : 5
- Victoires des îles Vierges britanniques : 0
- Matchs nuls : 1
- Victoires de Saint-Vincent-et-les-Grenadines : 4
- Total de buts marqués par les îles Vierges britanniques : 1
- Total de buts marqués par Saint-Vincent-et-les-Grenadines : 20

### Sint Maarten

#### Confrontations
Confrontations entre Sint Maarten et les îles Vierges britanniques en matchs officiels, :
|   | Date            | Lieu             | Match                                    | Score | Compétition                                           |
| - | --------------- | ---------------- | ---------------------------------------- | ----- | ----------------------------------------------------- |
| 1 | 7 mai 1989      | Philipsburg      | Sint Maarten - Îles Vierges britanniques | 1-2   | Coupe caribéenne des nations 1989 (qualifications)    |
| 2 | 6 mars 1994     | George Town      | Sint Maarten - Îles Vierges britanniques | 3-0   | Coupe caribéenne des nations 1994 (tour préliminaire) |
| 3 | 6 avril 1997    | Roseau           | Sint Maarten - Îles Vierges britanniques | 3-2   | Coupe caribéenne des nations 1997 (qualifications)    |
| 4 | 29 avril 2000   | Road Town        | Îles Vierges britanniques - Sint Maarten | 0-0   | Match amical                                          |
| 5 | 25 juillet 2018 | Philipsburg      | Sint Maarten - Îles Vierges britanniques | 2-3   | Match amical                                          |
| 6 | 27 juillet 2018 | Saint-Barthélemy | Sint Maarten - Îles Vierges britanniques | 0-0   | Match amical                                          |

#### Bilan
Au 6 septembre 2018 :
- Total de matchs disputés : 6
- Victoires de Sint Maarten : 2
- Matchs nuls : 2
- Victoires des îles Vierges britanniques : 2
- Total de buts marqués par Sint Maarten : 9
- Total de buts marqués par les îles Vierges britanniques : 7

### Suriname

#### Confrontations
Confrontations entre les îles Vierges britanniques et le Suriname en matchs officiels :
|   | Date             | Lieu           | Match                                | Score | Compétition                                                        |
| - | ---------------- | -------------- | ------------------------------------ | ----- | ------------------------------------------------------------------ |
| 1 | 7 septembre 2012 | Rivière-Pilote | Îles Vierges britanniques - Suriname | 0-4   | Coupe caribéenne des nations 2012 (qualifications)                 |
| 2 | 13 octobre 2018  | Paramaribo     | Suriname - Îles Vierges britanniques | 5-0   | Ligue des nations de la CONCACAF 2019-2020 (tournoi de classement) |

#### Bilan
Au 16 octobre 2018 :
- Total de matchs disputés : 2
- Victoires des îles Vierges britanniques : 0
- Matchs nuls : 0
- Victoires du Suriname : 2
- Total de buts marqués par les îles Vierges britanniques : 0
- Total de buts marqués par le Suriname : 9

## T

### Trinité-et-Tobago

#### Confrontations
Confrontations entre Trinité-et-Tobago et les îles Vierges britanniques en matchs officiels :
|   | Date             | Lieu           | Match                                         | Score | Compétition                                           |
| - | ---------------- | -------------- | --------------------------------------------- | ----- | ----------------------------------------------------- |
| 1 | 12 décembre 2004 | Road Town      | Îles Vierges britanniques - Trinité-et-Tobago | 0-4   | Coupe caribéenne des nations 2005 (tour préliminaire) |
| 2 | 19 décembre 2004 | Port-d'Espagne | Trinité-et-Tobago - Îles Vierges britanniques | 2-0   | Coupe caribéenne des nations 2005 (tour préliminaire) |

#### Bilan
Au 6 septembre 2018 :
- Total de matchs disputés : 2
- Victoires de Trinité-et-Tobago : 2
- Matchs nuls : 0
- Victoires des îles Vierges britanniques : 0
- Total de buts marqués par Trinité-et-Tobago : 6
- Total de buts marqués par les îles Vierges britanniques : 0